# 三宅裕司のふるさと探訪〜こだわり田舎自慢〜
『三宅裕司のふるさと探訪〜こだわり田舎自慢〜』（みやけゆうじのふるさとたんぼう こだわりいなかじまん）は、2015年4月7日から2023年9月21日までBS日テレで放送されていた紀行番組。

## 内容
番組公式サイトに応募したふるさとを自慢したい者（東京在住の地方出身者や地方在住者）が推薦する場所を東京生まれ東京育ちの三宅裕司が訪れ、その「こだわり田舎自慢」を検証する番組である。各回の最後には三宅が「ふるさと探訪御朱印帳」に直筆で地名を記入する。採用者には番組特製のクオカード5000円分が贈られる。
2回目以降は吉田ディレクターの姿も番組に登場している。
2019年1月に三宅が大腿骨を骨折したため、同年2月19日放送分から5月7日放送分までは三宅と同じ東京生まれ東京育ちの東MAX（東貴博）が三宅の代役を務めた。

## スタッフ
- ナレーター：屋良有作
- 構成：井上崇、松尾隆二
- 撮影：柴田義行、八木原輝、渡辺光洋、大谷アグリ（週替わり）
- VE：竹内善拡、飯島秀和、大坪靖周、芦田沙織、上野保（週替わり）
- EED：西垣安武、廣川秀樹、小俣孝行、小泉崇、奈雲正行、宮﨑友哉、御友孝裕、糸山堅太、寺田幸二、村上友佳子、細野昌美、千田稔、坂田宗一郎、大沼雅裕、藤井貴啓、林田唯、田崎梨花、高橋壱宣、駒形将樹、堀田実、三島彩穂、中村羽純、山田茉依、春木美保、倉本芳実、小野仁美、福田耕平、中村優里（週替わり）
- MA：久保秀人
- 音効：田上ゆかり、草場奈々美
- タイトル：Style-0
- デスク：村田明美、石井陽子
- スタイリスト：北川仁子
- 制作進行：作田美乃里、森千花子、増田友加里
- ディレクター：齋藤桂太、高橋秀与、木村圭吾、中山幹雄
- 演出：吉田智
- プロデューサー：井上由紀、山田厚、前田憲昭、神崎裕子、杉本理恵
- チーフプロデューサー：玉井浩
- 制作協力：AXON
- 製作著作：BS日テレ

## エンディングテーマ
- 2015年4月 - 9月：真心ブラザーズ「いつもの」
- 2015年10月 - 2016年3月：今井美樹「Goodbye Yesterday」
- 2016年4月 - 9月：朝倉さや「おかえり-manzumamake-」
- 2016年10月 - 2017年3月：朝倉さや「ただいま-moubangedadorya-」
- 2017年4月 - 2018年9月：馬場俊英「グッドラック」
- 2018年10月 - 2019年3月：フォレスタ「故郷に、いま帰る」
- 2019年4月 - 2020年3月：伊勢正三「風の日の少年」
- 2020年4月 - 12月：半﨑美子「朝凪」
- 2021年1月 - 3月：坂本つとむ「旅の空から」
- 2021年4月 - 2022年3月：おSET隊「あなたの故郷に行ってみたい」
- 2022年4月 - 2022年9月：原田波人「ふるさとの景色」
- 2022年10月 - 2023年7月：Siwoo feat 海蔵亮太「友よ」
- 2023年8月 - 9月：蘭華「愛しき我が故郷」